# Leuconotopicus villosus
Il picchio villoso (Leuconotopicus villosus Linnaeus, 1766) è un uccello appartenente alla famiglia Picidae diffuso nel continente americano.

## Descrizione

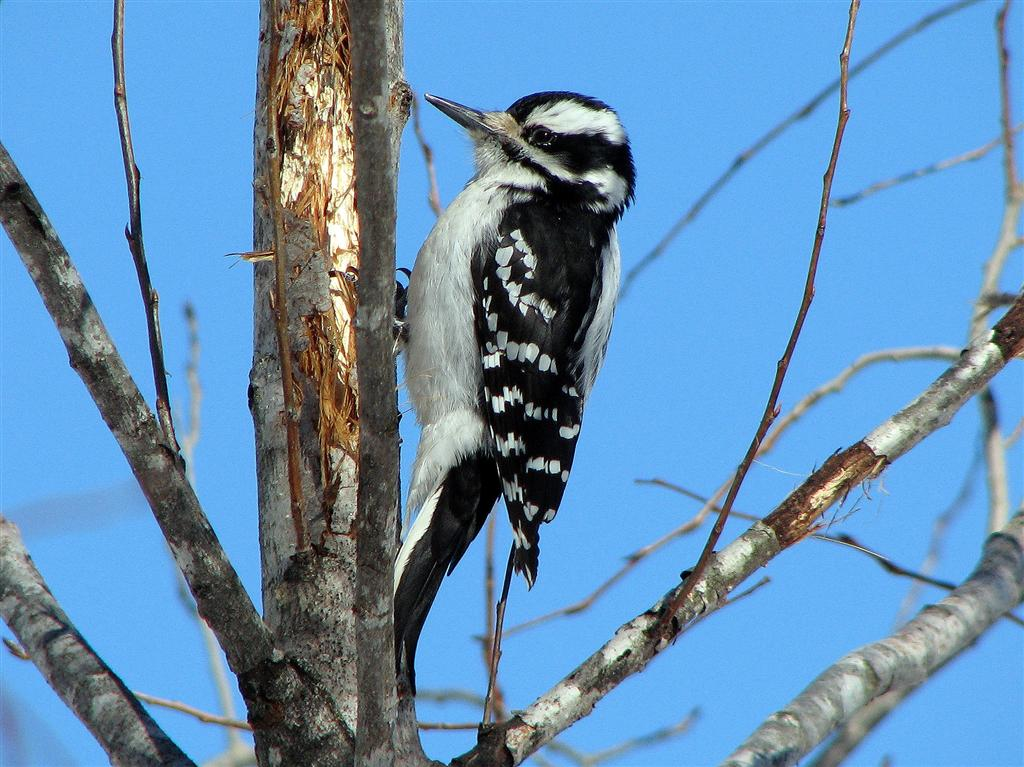
Esemplare femminile di L. villosus

Il picchio villoso misura 24 cm di lunghezza. Presenta dorso nero con barrature bianche, petto e ventre bianchi e un'alternanza di striature bianche e nere sul capo. Anche le timoniere esterne sono bianche. È inoltre presente una banda bianca lungo la metà del dorso. Vi è un leggero dimorfismo sessuale: il maschio ha infatti una macchia rossa sulla parte posteriore del capo, assente nella femmina.

## Biologia
È un uccello stanziale che si nutre prevalentemente di insetti. Si alimenta sugli alberi, che esplora sollevando la corteccia o sondando il legno marcescente con il becco. Cattura insetti e larve xilofaghe grazie alla lunga lingua dalla punta uncinata. Il nido consiste in una cavità scavata nel tronco di un albero morto.

## Distribuzione e habitat
La specie è diffusa in gran parte dell'America centro-settentrionale, con un areale che si estende dall'Alaska a Panama. Conseguentemente alla vastità dell'areale è possibile trovare il picchio villoso in una certa varietà di ambienti che vanno dalla foresta di conifere a quella decidua; è presente sia nelle foreste più fitte che in quelle aperte. Non frequenta ambienti antropizzati come campagne o periferie.